# Kohinora-Sansana
Kohinora-Sansana est une localité située dans le département de Gbomblora de la province du Poni dans la région Sud-Ouest au Burkina Faso.

## Histoire
Le marché de Kohinora-Sansana est créé en 1980 ; il s'agit donc d'un marché moderne, créé après l'époque coloniale.

## Santé et éducation
Le centre de soins le plus proche de Kohinora-Sansana est le centre de santé et de promotion sociale (CSPS) de Gbomblora tandis que le centre hospitalier régional (CHR) de la province se trouve à Gaoua.